# Комаренко, Елена Александровна
Елена Александровна Комаренко (род. 13 мая 1976, Москва, СССР) — коллекционер, меценат, общественный деятель.

## Биография
Родилась в 1976 году в Москве. Окончила Российский экономический университет имени Г. В. Плеханова по специальности экономист-менеджер (1998), а в 2001 году — Московский государственный институт международных отношений по специальности юрист и в 2010 году МГУ им. М. В. Ломоносова (программа «Арт-рынок»). Карьеру начинала с работы в адвокатуре и затем в Московском институте теплотехники и «Русском строительном банке».
Профессиональную жизнь в искусстве начинала как коллекционер, собирая живопись и графику современных русских художников. В 2004 году полностью сменила род деятельности, решив посвятить себя искусству. Первым художником, поддержку которого осуществляет с 2005, стал Алексей Фирсов. В 2011 году основала галерею «73 улица», в рамках которой осуществляет деятельность по популяризации и развитию современного искусства в России. Активно сотрудничает с музеями, посольствами, высшими учебными заведениями, арт-кластерами, на площадках которых реализует проекты галереи. С 2015 года — активно сотрудничает с Российской академией художеств и Творческим союзом художников России, под руководством академика Константина Худякова. С 2016 года — куратор, член экспертного совета межрегионального академического конкурса «Красные ворота/Против течения», (организаторы: Российская академия художеств, Поволжское отделение Российской академии художеств, ООО «Творческий союз художников России», Фонд «Собрание актуального реализма»).
Среди значимых проектов — в 2011 году участие в IV Московской биеннале современного искусства с выставкой «Артефакты» Франсиско Инфанте и Нонны Горюновой в МГХПА им. С. Г. Строганова. В 2015 году — участие в качестве куратора и организатора в VI Московской биеннале современного искусства с проектом «Паноптикум» (совместно с художником и куратором Аленой Шаповаловой). Специальный проект биеннале объединил 10 известных российских и зарубежных художников и прошёл на площадке МГТУ им. Н. Э. Баумана.
Занимается благотворительностью. Важными благотворительными проектами Елены Комаренко стали в 2012 году Фестиваль творческого развития детей и подростков «Дети — детям» в поддержку Фонда благотворительной помощи детям-сиротам и инвалидам «Димина Мечта». Генеральный партнер — МГХПА имени Г. В. Строганова. В 2014 году — совместно с актрисой Нелли Уваровой и проектом «Наивно? Очень!» выставка работ художников-аутистов «Настасья Филипповна и другие». Проект осуществлен на площадке «180м» на территории Еврейского музея толерантности.
Проекты Елены Комаренко — выставка «Реверсия» в ЦСИ «МАРС» (2017), выставка работ Натты Конышевой (музей АРТ4) совместно с Игорем Маркиным в 2013 году всероссийский конкурс среди непрофессиональных художников «Новые имена на арт-сцене», в 2014 году — «Мост на Дрине», выставка заслуженного художника, писателя Александра Лозового, посвящённая творчеству сербского писателя, лауреата Нобелевской премии Иво Андрича, осуществлённая при поддержке Посольства республики Сербии и другие проекты.
Впервые на российском рынке представила болгарских художников Георгия Атанасова и Милены Йоич выставкой «Сказочный круговорот» (в 2012 году), а в 2014 году совместно с Музеем наивного искусства, Посольством республики Болгария и Болгарским культурным институтом на разных площадках проводит выставки болгарского наивного художника Стояна Божкилова.
Поддерживает современных художников, издает альбомы и каталоги работ, продюсирует проекты в сфере искусства.
Выступает в качестве эксперта по вопросам, связанным с инвестированием в предметы искусства и актуальным вопросам арт-рынка, в том числе для финансово-экономических СМИ.